# Ferdinand Le Grelle
Graaf Ferdinand Henri Joseph Stanislas Le Grelle, ook Legrelle, (Antwerpen, 2 november 1823 - 10 februari 1895) was een Belgisch bankier en politicus voor de Katholieke Partij.

## Levensloop
Ferdinand Le Grelle was een van de dertien kinderen van volksvertegenwoordiger en lid van het Nationaal Congres Gérard Le Grelle (1793-1871) en van Anne Van Lancker (1792-1872). Hij trouwde met Marie Le Gros d'Incourt (1824-1876) en vervolgens met Claire van Pottelsberghe de la Potterie (1844-1905). Uit het tweede huwelijk had hij een dochter. Beroepshalve was hij bankier.
In 1885 werd hij katholiek senator voor het arrondissement Antwerpen, in opvolging van de overleden John Cogels. Hij vervulde dit mandaat tot aan zijn dood.
Ridder in de Leopoldsorde, Commandeur in de Silvesterorde, voorzitter van het Decanaal Comité van de Sint-Pieterspenning